# الغش في الشطرنج

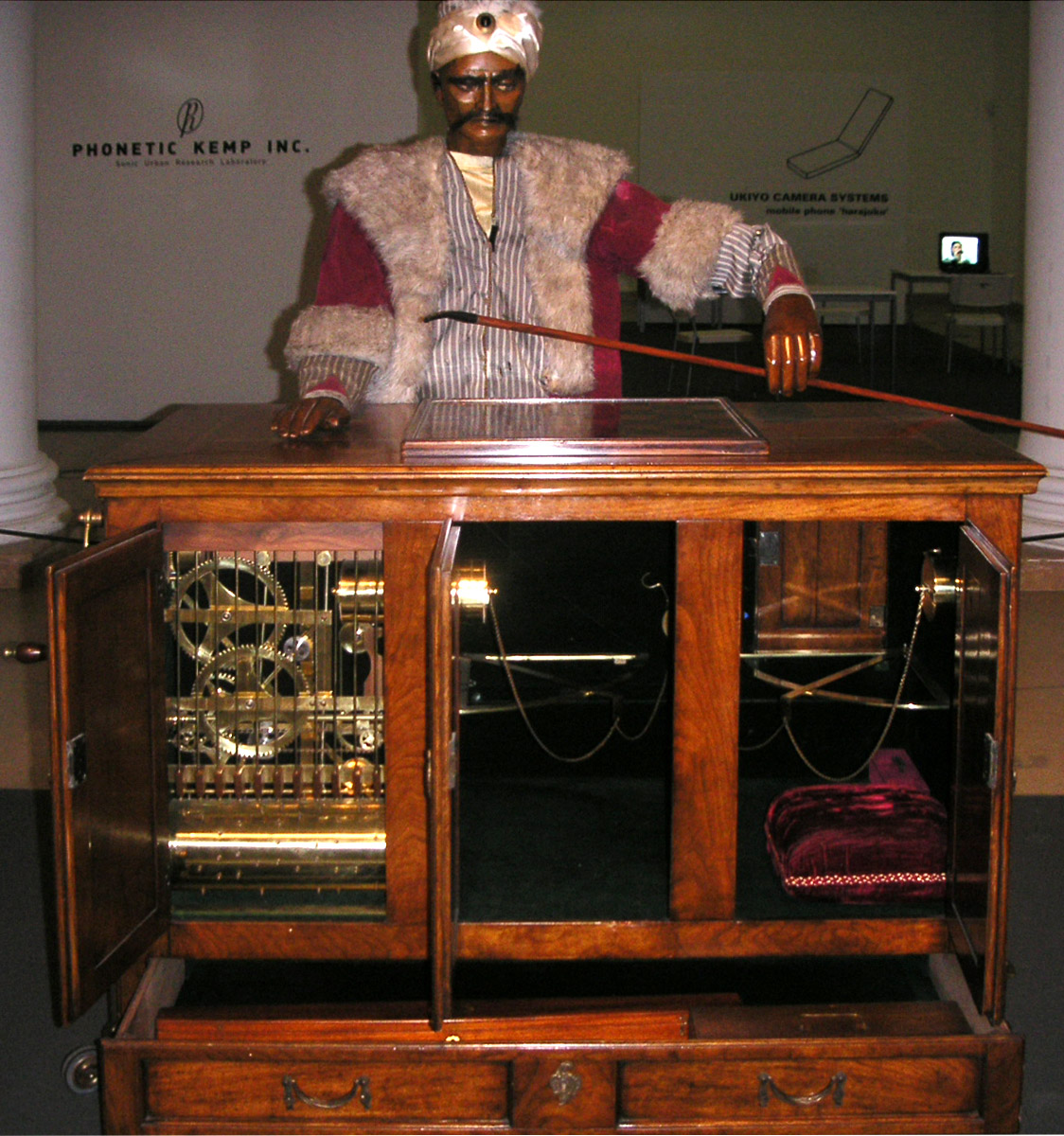

يشير الغش في الشطرنج إلى انتهاك متعمد لقواعد الشطرنج أو أي سلوك آخر يهدف إلى منح ميزة غير عادلة للاعب أو الفريق. قد يحدث الغش بأشكال عديدة وقد يحدث قبل اللعبة أو في أثنائها أو بعدها. تشمل حالات الغش التي تُذكر عادةً: التواطؤ مع المتفرجين أو اللاعبين الآخرين واستخدام محركات الشطرنج والتلاعب بالتصنيف وانتهاك قاعدة اللمس والتحريك. لا تغطي قواعد الشطرنج العديد من الممارسات ذات الدوافع المشبوهة تغطيةً شاملة. يحكم البعض على هذه الممارسات على أسس أخلاقية أو معنوية فقط بأنها مقبولة، والبعض الآخر يحكم بأنها غش.
حتى إذا كان الإجراء غير الأخلاقي القابل للجدل غير مشمول صراحةً بالقواعد، فإن المادة 11.1 من قوانين الاتحاد الدولي للشطرنج تنص على ما يلي: «لا يجوز للاعبين اتخاذ أي إجراء من شأنه أن يسيء إلى سمعة لعبة الشطرنج». (المادة 12.1 في إصدار سابق). مثلًا، التسلل عمدًا إلى قطعة لإعادتها إلى اللوحة يُعد حركة غير قانونية يعاقب عليها بمكافأة زمنية للخصم وإعادة اللعبة إلى الوضع السابق، يمكن أيضًا التذرع بقاعدة حظر الإجراءات التي تسيء إلى سمعة الشطرنج لفرض عقوبة أشد مثل خسارة اللعبة.
غطى الاتحاد الدولي للشطرنج استخدام الأجهزة الإلكترونية والتلاعب بالمسابقات في لوائح مكافحة الغش، التي يجب أن يطبقها الحكم. استخدام اللاعبين للأجهزة الإلكترونية ممنوع منعًا باتًا. إضافةً إلى ذلك، يحتوي دليل الحكم على إرشادات مفصلة للمحكمين لمكافحة الغش. ويُغطى اللعب على الإنترنت تغطيةً منفصلة.

## التاريخ والثقافة
الغش في لعبة الشطرنج قديم قدم اللعبة نفسها، وربما تسبب في وفيات مرتبطة بالشطرنج. وفقًا لإحدى الأساطير، أدى الخلاف حول الغش في لعبة الشطرنج إلى قيام الملك كنوت العظيم بقتل أحد النبلاء الدنماركيين. واحدة من أكثر قصص الشطرنج شهرة هي سليبري إيلم (1929) من تأليف بيرسيفال وايلد، التي تتضمن حيلة للسماح للاعب ضعيف بالتغلب على لاعب أقوى بكثير، باستخدام رسائل تُمرر على أقراص الحلق الزلقة. تضمنت البرامج التلفزيونية حبكة الغش في لعبة الشطرنج، ومنها حلقات المهمة المستحيلة وCheers. في العروض التليفزيونية المبنية على الفكاهي تينالي راما -شخصية واقعية عاشت تحت حكم الملك كريشناديفا رايا، حاكم فيجايناجار خلال أكثر فتراتها ازدهارًا- البطل الذي لا يُهزم -يعتمد في الغالب على الفوز من طريق الغش- يستفيد من نوم الإمبراطور بسبب الملل ويبدأ بالصراخ مع أتباعه الذين رافقوه من مملكة معارضة، ما أقنع المجلس بنجاح بأنه فاز.
في فيلم شترنج كي خيلادي للمخرج ساتياجيت راي -أحد فيلمين هنديين فقط أنتجهما، وكلاهما مبني على قصص قصيرة لبريمشاند، يتعين على ميرجا سجاد علي، الذي سئم من عادات اللعب الطفولية لخصمه، وضع قواعد بأن القطعة التي ستُحرك فقط هي التي يجب لمسها، وأن استغراق أكثر من خمس دقائق للتحريك يعني ببساطة الهزيمة.[بحاجة لمصدر]

### خدع آلية
على عكس الأساليب الحديثة للغش بواسطة لعب الحركات المحسوبة بالآلات، في القرنين الثامن عشر والتاسع عشر، كان الجمهور منبهرًا بالخداع المعاكس الذي لعبت فيه الآلات حركات البشر الخفيين. أول وأشهر خدع الشطرنج الآلي كان الترك (1770) ويليه عجيب (1868) وميفيستو (1886).

## التواطؤ
على مر السنين، وُجدت العديد من الاتهامات بالتواطؤ، من اللاعبين الخاسرين عمدًا -غالبًا لمساعدة صديق أو زميل في الفريق للحصول على اللقب، أو بالاتفاق على التعادل لمساعدة كلا اللاعبين في البطولة. أحد أقدم الأدلة هو مؤتمر الشطرنج الأمريكي الخامس سنة 1880، عندما اتهم بريستون وير جيمس جراندي بالتراجع عن صفقة تعادل المباراة، إذ حاول جراندي بدلاً من ذلك اللعب لتحقيق الفوز. ورد في مقال صحفي معاصر للحدث «اعتراف وير بحقه في بيع لعبة في جولة كان جديدًا على أخلاقيات الشطرنج، لم يتم التشكيك في صحة وير، فقط انحرافه في الرؤية الأخلاقية». 6 ادعاءات سابقة مشابهة من التواطؤ والرشوة، من ضمنها أخرى ضد وير، أُدرجت في الفترة 1876 - 1880 في تلك المقالة عن قضية وير/جراندي، ونُشرت في بروكلين إيجل في 8 فبراير 1880. حديثًا ادعى باحثون في جامعة واشنطن في سانت لويس، بناءً على تحليلهم للاختبارات الإحصائية لسجلات المباريات ضد النماذج الاقتصادية، أن أساتذة الشطرنج السوفييت ربما تواطؤوا في بطولات الشطرنج العالمية التي أقيمت في الفترة 1940 - 1964. T ناقشت دراسة في جامعة واشنطن النتائج الإحصائية للباحثين أن اللاعبين السوفييت ربما اتفقوا على التعادل فيما بينهم لتحسين ترتيبهم.
تختلف الآراء حول مدى فعالية التواطؤ. مثلًا، إذا رسم أحد اللاعبين الأساسيين لعبته، فقد يسمح ذلك لمنافسيه بالتغلب عليها بواسطة الفوز بألعابهم. أكثر الأمثلة المزعومة شهرة، بطولة المرشحين لعام 1962، ونوقشت بتفصيل أكثر في مقال بطولة العالم للشطرنج لعام 1963.
سنة 2011، كتبَ إم جريج شاهاد أن «الترتيب المسبق للنتائج أمر شائع جدًا حتى في أعلى مستويات الشطرنج. وهذا ينطبق خصوصًا على التعادلات. ثمة اتفاق على الصمت في المستويات العليا للشطرنج» وقد تطرق أليكس يرمولينسكي إلى هذا الموضوع جزئيًا -على مستوى الولايات المتحدة- قبل بضع سنوات، قائلاً «ليس سرًا كيف يتصرف الناس عندما يواجهون موقفًا في الجولة الأخيرة عندما لا يمنح التعادل أي جائزة، سوف يهمل الناس اللعبة». فيما يتعلق بحادثة التأهل لبطولة الولايات المتحدة عام 2006، ألقى شاهاد باللوم على النظام السويسري إذ خلق حوافز ضارة، وأفاد فريدريك فريدل أن الاتحاد الدولي للشطرنج فكر في إدارة سلسلة من البطولات المفتوحة في التسعينيات، ولكن لأسباب مماثلة قدمها جون نان رُفضت في النهاية، قائلًا إن الخسارة المتعمدة للألعاب كانت «موجودة فعلًا في العديد من البطولات المفتوحة التي تقام في جميع أنحاء العالم».

## قاعدة اللمس والتحريك
في لعبة الشطرنج، تنص قاعدة «اللمس والتحريك» على أنه إذا لمس اللاعب -الذي يكون دوره بالتحريك- إحدى قطعه، فيجب تحريكها إذا كان لها نقلة قانونية. وإذا التقط قطعة ونقلها إلى مربع آخر، فيجب أن تظل الحركة قائمة ما دامت النقلة قانونية. وإذا لمس قطعة الخصم، فيجب أسرها إذا كان القيام بذلك قانونيًا. غالبًا ما يكون من الصعب تطبيق هذه القواعد عندما يكون الشاهدان الوحيدان هما اللاعبان نفسيهما، ومع ذلك، فإن انتهاك هذه القواعد يُعد غشًا.
في مثال شهير، غيّر غاري كاسباروف حركته ضد جوديت بولغار سنة 1994 بعد التخلي عن إحدى القطع للحظات. فاز كاسباروف بالمباراة. وكان لدى مسؤولي البطولة تسجيلات فيديو تثبت أن يده تركت القطعة، لكنهم رفضوا الكشف عن الأدلة. كان مما أُخذ على بولغار أنها انتظرت يومًا كاملاً قبل تقديم الشكوى، ويجب تقديم مثل هذه الادعاءات في أثناء المباراة. وكشف شريط الفيديو أن كاسباروف ترك القطعة لربع ثانية. وصرح عالم النفس المعرفي روبرت سولسو أن الوقت قصير جدًا لاتخاذ قرار واع.